# Pompeis sidste dage
Pompeis sidste dage er en italiensk stumfilm fra 1908 af Arturo Ambrosio og Luigi Maggi.

## Medvirkende
- Luigi Maggi som Arbace
- Lydia De Roberti som Nidia
- Umberto Mozzato som Glauco
- Ernesto Vaser
- Mirra Principi